# Ali Ferzat
Ali Ferzat (علي فرزات en arabe) est un caricaturiste syrien, né à Hama 22 juin 1951. Il fait sa première caricature, publiée dans le journal Al-Ayyam, à l'âge de 12 ans. Dans les années 1970, il travaille pour le journal l'Armée du peuple à Damas. Ensuite, il s'installe à Damas pour travailler dans plusieurs journaux (Althoura et Tishrein) dont il démissionne pour être un caricaturiste libre. Il traite dans ses dessins des thèmes humains tels que la famine, l'amour, la liberté, l'environnement. De plus, il critique la situation politique dans son pays et dans les autres dictatures.
En 2000, il lance AL-Doumri, premier journal privé en Syrie depuis 1963. Ce journal ne cesse de critiquer les démarches du gouvernement syrien et de dénoncer la corruption des responsables syriens. Mais en juillet 2003, ce journal est arrêté par le Ministère de l'Information syrien.
Il reçoit en 2002 le prix du Prince Claus. Le 25 août 2011, il est enlevé et tabassé par des agents des services syriens de sécurité, qui lui fracturent les deux mains, en guise d'avertissement, pour qu'il ne puisse plus dessiner les dirigeants du régime. Il est retrouvé ensanglanté au bord d'une autoroute et réanimé par des automobilistes, .
Cet attentat est sans doute la réponse des autorités syriennes à ses dessins dénonçant les crimes du régime syrien et de son président Bachar el-Assad.
Le président syrien Bachar el-Assad se plaint de ses caricatures au cours des manifestations du peuple syrien.
Le 27 octobre 2011, il se voit attribuer le Prix Sakharov pour la liberté de penser. 
Le 28 mars 2012, l'organisation non gouvernementale britannique Index on Censorship lui attribue le Freedom of Expression Award dans la catégorie « Arts ».
Il est désormais réfugié au Koweït, en attendant de pouvoir rentrer en Syrie.